# 693
Năm 693 là một năm trong lịch Julius.